# Sławeczna
Sławeczna (biał. Славечна Sławieczna, ukr. Слoвечна Słoweczna, ros. Слoвечна Słowieczna) – rzeka na północnej Ukrainie (obwód żytomierski) i w południowej Białorusi (obwód brzeski), prawy dopływ Prypeci w zlewisku Morza Czarnego. Długość – 158 km (49 km na Ukrainie, 109 km na Białorusi), powierzchnia zlewni – 3600 km² (600 km² na Ukrainie, 3000 km² na Białorusi), średni przepływ u ujścia – 13,7 m³/s, spadek – 172,7 m, nachylenie – 1,1‰.
Źródła na północnych stokach Grzędy Słoweczańsko-Owruckiej. Płynie na północny wschód, później na wschód przez Polesie Mozyrskie, uchodzi do Prypeci na południe od Narowli. 
Źródła:
- Hasło река Словечна. poseidon.by. [zarchiwizowane z tego adresu (2011-08-27)]. w Белорусский Посейдон (biał. / ros.)
- Sławeczna, [w:] Słownik geograficzny Królestwa Polskiego, t. X: Rukszenice – Sochaczew, Warszawa 1889, s. 773.